# Lim-6
Le Lim-6 (code OTAN : Fresco) est un chasseur-bombardier polonais utilisé entre 1961 et 1992 par l’armée de l’air polonaise. C'est une variante du Mikoyan-Gourevitch MiG-17, qui a été produit en Pologne sous le nom de Lim-5.

## Histoire
Les Lim-6bis, 6R, 6M et 6MR ont été utilisés par l'armée de l’air polonaise comme ses avions d’attaque les plus nombreux jusque dans les années 1980. Les derniers ont finalement été retirés en 1992. Certains ont été exportés vers l’Allemagne de l'Est, l’Égypte et l’Indonésie. Certaines machines de la RDA se sont retrouvées en Guinée-Bissau dans les années 1980.
Les pays qui en faisaient usage incluent : Angola, Bulgarie, Égypte, Guinée-Bissau (statut inconnu), Indonésie, République démocratique allemande (tous ont été remis à l'Allemagne, tous vendus à la Guinée-Bissau ou découpés pour la ferraille) et Pologne.

## Variantes
- Lim-5 : chasseur de jour (sous licence MiG-17F) (numéros de série : 1C 00-01 à 1C 19-14).
- Lim-5R : version de reconnaissance de Lim-5.
- Lim-5P : intercepteur tout temps (MiG-17PF sous licence) (numéros de série : 1D 00-01(?) à 1D 06-41).
- Lim-5M : avion d’attaque (numéros de série : 1F 01-01 à 1F 03-30).
- Lim-6 : avion d’attaque expérimental (numéros de série : 1J 04-01 à 1J 04-40).
- Lim-6bis : avion d’attaque de base (numéros 1J 05-01 à 1J 06-40).
- Lim-6R (Lim-6bisR) : variante de reconnaissance de Lim-6bis.
- Lim-6M : avion intercepteur, conversion de Lim-5P.
- Lim-6MR : avion de reconnaissance, conversion du Lim-5P